# Wereldbeker mountainbike 2012
De Wereldbeker mountainbike 2012 wordt gehouden van mei tot en met september 2012. Wielrenners strijden in de disciplines crosscountry, crosscountry eliminator en downhill.
Het was dit seizoen voor de 23ste maal dat de wereldbeker door de Internationale Wielerunie (UCI) werd georganiseerd. De manches waren verspreid over Europa en Noord-Amerika.
Nieuw deze editie was de intrede van een eindklassement in de crosscountry eliminator discipline.

## Crosscountry

### Mannen

#### Kalender en podia
| Nr. | Datum      | Locatie          | Eerste         | Tweede               | Derde            | Leider in het klassement |
| --- | ---------- | ---------------- | -------------- | -------------------- | ---------------- | ------------------------ |
| 1.  | 17/03/2012 | Pietermaritzburg | Nino Schurter  | Burry Stander        | Manuel Fumic     | Nino Schurter            |
| 2.  | 15/04/2012 | Houffalize       | Julien Absalon | Nino Schurter        | Marco Fontana    | Nino Schurter            |
| 3.  | 13/05/2012 | Nové Město       | Nino Schurter  | Jaroslav Kulhavý     | Burry Stander    | Nino Schurter            |
| 4.  | 20/05/2012 | La Bresse        | Julien Absalon | Jaroslav Kulhavý     | Ralph Näf        | Nino Schurter            |
| 5.  | 23/06/2012 | Mt-St-Anne       | Nino Schurter  | José Antonio Hermida | Jaroslav Kulhavý | Nino Schurter            |
| 6.  | 30/06/2012 | Windham          | Burry Stander  | Sergio Mantecón      | Marco Fontana    | Nino Schurter            |
| 7.  | 28/07/2012 | Val d'Isère      | Nino Schurter  | Lukas Flückiger      | Marco Fontana    | Nino Schurter            |

### Vrouwen

#### Kalender en podia
| Nr. | Datum      | Locatie          | Eerste            | Tweede           | Derde                | Leidster in het klassement |
| --- | ---------- | ---------------- | ----------------- | ---------------- | -------------------- | -------------------------- |
| 1.  | 17/03/2012 | Pietermaritzburg | Maja Włoszczowska | Emily Batty      | Catharine Pendrel    | Maja Włoszczowska          |
| 2.  | 15/04/2012 | Houffalize       | Catharine Pendrel | Julie Bresset    | Maja Włoszczowska    | Maja Włoszczowska          |
| 3.  | 13/05/2012 | Nové Město       | Julie Bresset     | Irina Kalentieva | Kateřina Nash        | Julie Bresset              |
| 4.  | 20/05/2012 | La Bresse        | Gunn-Rita Dahle   | Kateřina Nash    | Julie Bresset        | Julie Bresset              |
| 5.  | 23/06/2012 | Mt-St-Anne       | Catharine Pendrel | Georgia Gould    | Marie-Hélène Prémont | Catharine Pendrel          |
| 6.  | 30/06/2012 | Windham          | Catharine Pendrel | Kateřina Nash    | Georgia Gould        | Catharine Pendrel          |
| 7.  | 28/07/2012 | Val d'Isère      | Gunn-Rita Dahle   | Julie Bresset    | Annie Last           | Catharine Pendrel          |

## Crosscountry eliminator

### Mannen

#### Kalender en podia
| Nr. | Datum      | Locatie    | Eerste            | Tweede             | Derde             | Leider in het klassement |
| --- | ---------- | ---------- | ----------------- | ------------------ | ----------------- | ------------------------ |
| 1.  | 15/04/2012 | Houffalize | Brian Lopes       | Daniel Federspiel  | Simon Gegenheimer | NVT                      |
| 2.  | 13/05/2012 | Nové Město | Sepp Freiburghaus | Paul van der Ploeg | Mirco Widmer      | NVT                      |
| 3.  | 20/05/2012 | La Bresse  | Patrick Lüthi     | Stefan Peter       | Brian Lopes       | NVT                      |

### Vrouwen

#### Kalender en podia
| Nr. | Datum      | Locatie    | Eerste          | Tweede          | Derde              | Leidster in het klassement |
| --- | ---------- | ---------- | --------------- | --------------- | ------------------ | -------------------------- |
| 1.  | 15/04/2012 | Houffalize | Annie Last      | Eva Lechner     | Jenny Rissveds     | NVT                        |
| 2.  | 13/05/2012 | Nové Město | Alexandra Engen | Julie Bresset   | Cécile Ravanel     | NVT                        |
| 3.  | 20/05/2012 | La Bresse  | Jenny Rissveds  | Alexandra Engen | Kathrin Stirnemann | NVT                        |

## Downhill

### Mannen

#### Kalender en podia
| Nr. | Datum      | Locatie          | Eerste          | Tweede           | Derde          | Leider in het klassement |
| --- | ---------- | ---------------- | --------------- | ---------------- | -------------- | ------------------------ |
| 1.  | 18/03/2012 | Pietermaritzburg | Greg Minnaar    | Aaron Gwin       | Michael Hannah | Greg Minnaar             |
| 2.  | 03/06/2012 | Val di Sole      | Aaron Gwin      | Greg Minnaar     | Gee Atherton   | Greg Minnaar             |
| 3.  | 10/06/2012 | Fort William     | Aaron Gwin      | Danny Hart       | Gee Atherton   | Aaron Gwin               |
| 4.  | 24/06/2012 | Mt-St-Anne       | Aaron Gwin      | Greg Minnaar     | Danny Hart     | Aaron Gwin               |
| 5.  | 01/07/2012 | Windham          | Aaron Gwin      | Steve Smith      | Gee Atherton   | Aaron Gwin               |
| 6.  | 29/07/2012 | Val d'Isère      | Brook MacDonald | Gee Atherton     | Josh Bryceland | Aaron Gwin               |
| 7.  | 15/09/2012 | Hafjell          | Steve Smith     | George Brannigan | Greg Minnaar   | Aaron Gwin               |

### Vrouwen

#### Kalender en podia
| Nr. | Datum      | Locatie          | Eerste          | Tweede          | Derde          | Leidster in het klassement |
| --- | ---------- | ---------------- | --------------- | --------------- | -------------- | -------------------------- |
| 1.  | 18/03/2012 | Pietermaritzburg | Tracey Hannah   | Manon Carpenter | Emmeline Ragot | Tracey Hannah              |
| 2.  | 03/06/2012 | Val di Sole      | Rachel Atherton | Myriam Nicole   | Emmeline Ragot | Emmeline Ragot             |
| 3.  | 10/06/2012 | Fort William     | Emmeline Ragot  | Rachel Atherton | Myriam Nicole  | Emmeline Ragot             |
| 4.  | 24/06/2012 | Mt-St-Anne       | Rachel Atherton | Myriam Nicole   | Emmeline Ragot | Emmeline Ragot             |
| 5.  | 01/07/2012 | Windham          | Rachel Atherton | Tracey Hannah   | Emmeline Ragot | Rachel Atherton            |
| 6.  | 29/07/2012 | Val d'Isère      | Rachel Atherton | Emmeline Ragot  | Floriane Pugin | Rachel Atherton            |
| 7.  | 15/09/2012 | Hafjell          | Rachel Atherton | Emmeline Ragot  | Morgane Charre | Rachel Atherton            |